# Thế giới thứ nhất

Ba nhóm quốc gia trong Chiến tranh Lạnh:
Thế giới thứ nhất
Thế giới thứ hai
Thế giới thứ ba

Thuật ngữ "Thế giới thứ nhất" nói đến các nước dân chủ (theo góc nhìn của phương Tây) có nền kinh tế tư bản, có trình độ khoa học kỹ thuật tiến bộ và người dân có mức sống cao.
Các thuật ngữ "Thế giới thứ nhất", "Thế giới thứ hai" và "Thế giới thứ ba" được dùng phân chia các quốc gia trên thế giới thành ba nhóm chính. Ba nhóm quốc gia này không xuất hiện đồng thời. Sau Chiến tranh thế giới thứ hai, người ta bắt đầu nói đến các nước NATO và các nước Hiệp ước Warszawa như là hai nhóm chính. Hai "thế giới" này không gọi bằng số. Đến năm 1952, nhà nhân khẩu học Pháp Alfred Sauvy dùng từ "Thế giới thứ ba" để chỉ các nước không thuộc hai hệ thống trên. Và một cách tự nhiên, hai nhóm nước ở hai hệ thống NATO và Hiệp ước Warszawa trở thành "Thế giới thứ nhất" và "Thế giới thứ hai".
| 0,950 và cao hơn nữa 0,900–0,949 0,850–0,899 0,800–0,849 0,750–0,799 0,700–0,749 | 0,650–0,699 0,600–0,649 0,550–0,599 0,500–0,549 0,450–0,499 0,400–0,449 | 0,350–0,399 0,300–0,349 dưới 0,300 Mất tích số liệu |

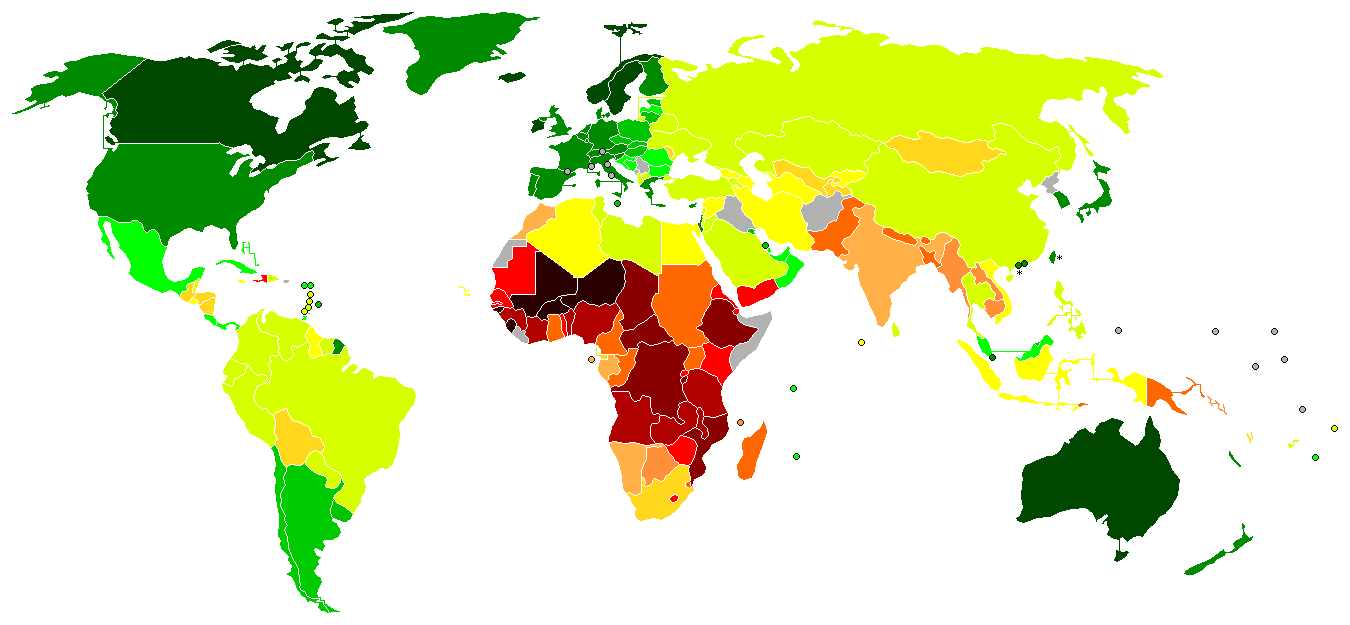
Bản đồ thế giới theo chỉ số phát triển con người năm 2006

Một số quốc gia quyết định đứng trung lập, không rơi vào bất kỳ một trong ba khối kể trên gồm Thụy Sĩ, Thụy Điển và Cộng hoà Ireland. Phần Lan từng nằm trong ảnh hưởng của Liên Xô nhưng không phải là quốc gia theo đường lối cộng sản và cũng không tham Hiệp ước Warszawa. Áo nằm trong ảnh hưởng của Hoa Kỳ, nhưng đất nước này quyết định đứng trung lập khi họ trở thành quốc gia cộng hoà độc lập năm 1955. Thổ Nhĩ Kỳ gia nhập NATO năm 1952 song phần lớn lãnh thổ không nằm ở Tây Âu và không phải là nước công nghiệp. Tây Ban Nha cho đến năm 1982 mới gia nhập NATO khi nhà độc tài Francisco Franco qua đời và lúc đó cũng là gần cuối của Chiến tranh Lạnh.
Những năm gần đây, do nhiều "nước đang phát triển" tiến hành công nghiệp hóa, thuật ngữ "Thế giới thứ tư" đã xuất hiện dùng để chỉ những nước có nền sản xuất nghèo nàn, lạc hậu và bị bỏ lại phía sau, hay những nước kém phát triển nhất (LDCs). Bên cạnh đó, các quốc gia từng bị coi là nước đang phát triển nay có nền kinh tế tiến bộ nhưng chưa hoàn toàn đạt trình độ nước công nghiệp được xếp vào nhóm các nước mới công nghiệp hóa (NICs).